# Seiridium cardinale
Seiridium cardinale, el principal patogen causant del xancre del xiprer, és un fong ascomicot que provoca antracnosi en arbres de la família de les cupressàcies, incloent totes les espècies del gènere Cupressus i a diverses dels gèneres Chamaecyparis, Cryptomeria, Cupressocyparis, Juniperus, Thuja i els híbrids d'aquests gèneres.
El fong penetra en l'hoste a través de les discontinuïtats de l'escorça, les branques i l'epidermis, en el cas dels arbres joves. L'avanç del fong depèn de l'agressivitat de la soca i de la sensibilitat de l'hoste.
Les branques infectades, inicialment, presenten una taca indefinida de color marró-vermellós al voltant de la zona d'infecció, que posteriorment es va enfosquint degut a les necrosis corticals i la producció de resina defensiva per part de l'arbre. És habitual que aquesta malaltia acabi comportant la mort de l'arbre.
Identificat primerament a Califòrnia l'any 1929, aquest patogen s'ha estès amb facilitat i durant les últimes dècades ha estat destruint boscos, vivers i exemplars ornamentals de les cupressàcies esmentades arreu del món. La incidència d'aquesta malaltia pot arribar a ser molt alta, especialment al mediterrani. Als anys 80 es va detectar incidències d'entre el 70 i el 90% en algunes zones d'Itàlia i Grècia, respectivament. Es creu que no és un fong anemòfil, sinó que la seva dispersió va a càrrec d'insectes vectors, com l'escolití Phloeosinus aubei, l'hemípter Orsillus maculatus o l'himenòpter Megastigmus watchli.
L'epítet "cardinale" probablement fa referència al color porpra de la fusta afectada pel fong, que recorda al color del vestit dels cardenals.